# Stefan Pawlik (1858–1926)

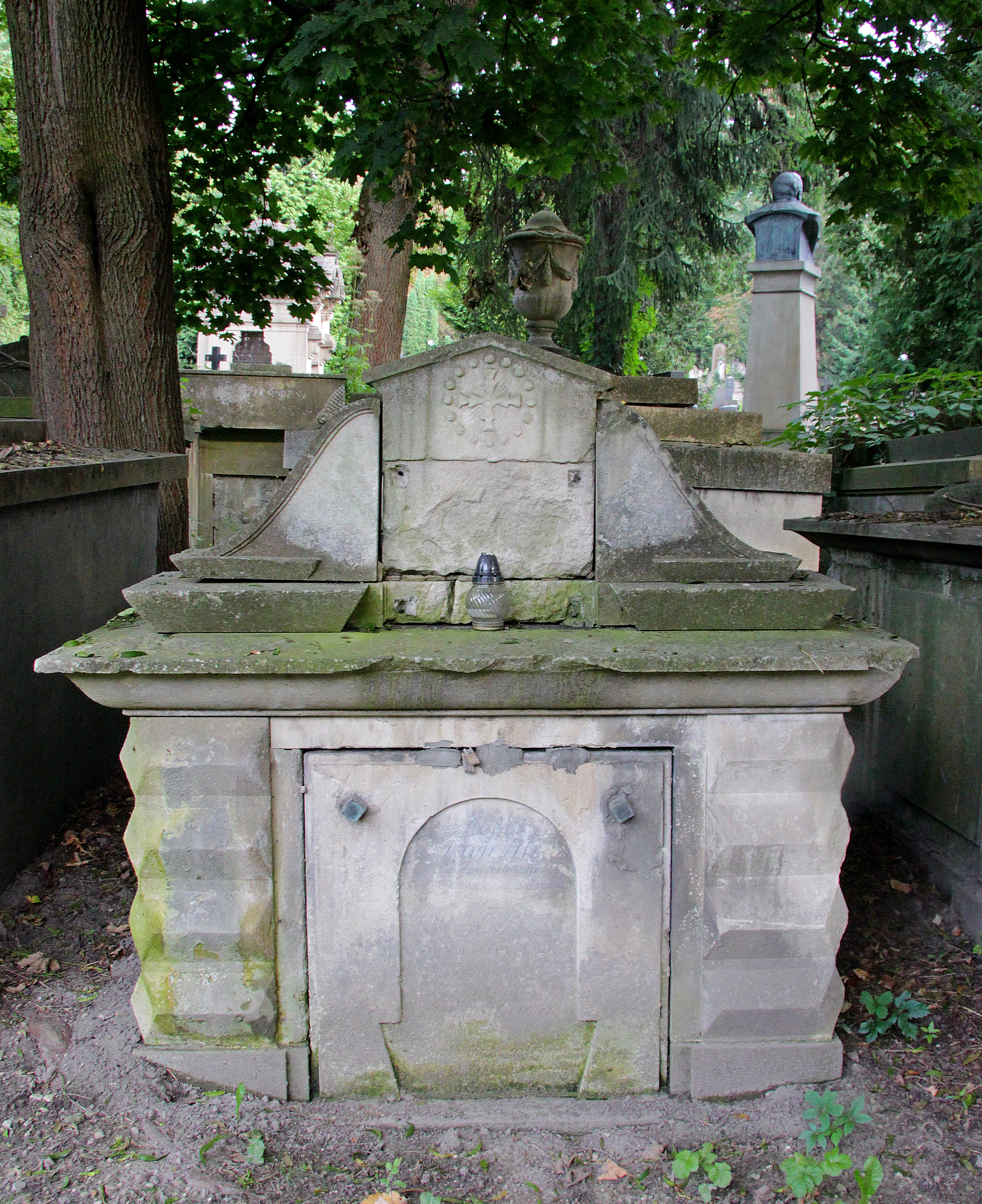

Stefan Antoni Pawlik (ur. 11 lipca 1864 w Myślenicach, zm. 23 listopada 1926 we Lwowie) – polski agronom, doktor filozofii, profesor administracji rolnej i rektor Politechniki Lwowskiej, encyklopedysta.

## Życiorys
Urodził się 11 lipca 1864 w Myślenicach. Absolwent z 1883 roku wiedeńskiej Wyższej Szkoły fur Bodenkultur. W 1891 roku objął stanowisko profesora-adiunkta w Katedrze Administracji Rolniczej Wyższej Szkoły Rolniczej w Dublanach. W latach 1916–1919 był dyrektorem AR w Dublanach.
Członek Wydziału Towarzystwa Ekonomicznego we Lwowie. W 1925 wybrany prezesem Polskiego Towarzystwa Ekonomicznego.
Był encyklopedystą oraz edytorem Encyklopedii. Zbioru wiadomości z wszystkich gałęzi wiedzy – polskiej encyklopedii wydanej w latach 1898–1907 przez społeczną organizację edukacyjną Macierz Polska, która działała w Galicji w okresie zaboru austriackiego. Opisał w niej zagadnienia z zakresu rolnictwa .
Był również edytorem Praktycznej encyklopedii gospodarstwa wiejskiego. Napisał w ramach tego cyklu encyklopedycznego tom nr 39–40, Dzierżawa i umowa dzierżawna (z dołączeniem wzorów kontraktów) .
W uznaniu zasług został wybrany rektorem Politechniki Lwowskiej na rok 1920/21.
Zmarł we Lwowie. Pochowany na Cmentarzu Łyczakowskim.

## Ordery i odznaczenia
- Krzyż Komandorski Orderu Odrodzenia Polski (11 listopada 1936)[7]
- Order Palm Akademickich (Francja)[1]

## Prace
- Zasady gospodarskie w Polsce w połowie XVIII wieku według „Instruktarza ekonomicznego”, Kraków 1906
- Okresy robocze w gospodarstwach ziem polskich, Warszawa 1907
- Opisy kilku wsi i gospodarstw włościańskich w Galicyi, Lwów 1912
- Polskie instruktarze ekonomiczne z końca XVII i z XVIII wieku, Kraków 1915-1929: t. 1, t. 2
- Dzierżawa i umowa dzierżawna (z dołączeniem wzorów kontraktów), Warszawa 1922